# Zisterzienserinnenabtei Petit-Clairvaux
Die Zisterzienserinnenabtei Petit-Clairvaux (auch kurz Petit-Glairvaux) war von 1304 bis 1756 ein Kloster der Zisterzienserinnen in Metz in Frankreich. Sie ist nicht zu verwechseln mit dem ehemaligen Kloster Petit Clairvaux der Trappisten in Kanada.

## Geschichte
1304 erlaubte Bischof Rainald von Bar in Metz die Gründung des Zisterzienserinnenklosters Petit-Clairvaux an einem Ort, der seit 1289 den Zisterziensern gehörte und der davor bereits durch die Sackbrüder besiedelt war. 1631 wurde das Priorat zur Abtei erhoben. Erste Äbtissin war Yolande de Montarby (1559–1655), bei deren Begräbnis Bossuet die erste seiner später berühmten Trauerreden hielt. 1741 erhielt Petit-Clairvaux die Güter des soeben aufgelösten Zisterzienserklosters Pontifroy, wurde aber 1756 seinerseits aufgelöst. Heute ist der Ort anderweitig verbaut. Nur der Straßenname Chaplerue (= chapelle-rue „Kapellenstraße“) erinnert an das einstige Kloster, von dem einige bewegliche Reste im Museum aufbewahrt werden.